# Giustizia è fatta
Giustizia è fatta (Justice est faite) è un film francese del 1950 diretto da André Cayatte.
È stato proiettato in anteprima all'11ª Mostra del cinema di Venezia e successivamente alla 1ª edizione del Festival di Berlino, aggiudicandosi sia il Leone d'oro che l'Orso d'oro.
Nel 1954 la sceneggiatura ha avuto una trasposizione letteraria da parte dello scrittore francese Jean Meckert, pubblicata dalla Éditions Gallimard.

## Trama
Durante un processo celebrato a Versailles, sette giurati, che rappresentano i più diversi strati sociali, devono decidere se Elsa Lundenstein ha ucciso il marito gravemente malato per interesse personale o, come dichiara la difesa, praticando l'eutanasia per mettere fine alle sue sofferenze. C'è l'aristocratico che ama le donne, ma è convinto che tutte agiscano per interesse; il contadino dai pensieri grossolani;  il ragazzo innamorato ma inviso dalla famiglia di lei; l'artigiano religioso ancorato ai suoi principi etici; il pensionato dalle idee molto arretrate; il commerciante che si dimostra comprensivo verso tutti; una donna matura che riscopre i sentimenti durante il dibattimento. Tutta la vicenda si svolge attraverso una continua alternanza tra le varie fasi processuali e quelle della vita personale dei sette giurati le cui abitudini, tendenze segrete e pregiudizi avranno un notevole peso nel  formulare il  verdetto. Durante il processo emergeranno anche molti elementi nuovi, come quello che Elsa ha ereditato dall'uomo ucciso una cospicua somma di denaro e che quando ha ucciso il marito aveva già iniziato un'altra relazione. Alla fine Elsa viene giudicata colpevole, ma non fino in fondo, dal momento che viene condannata ad una pena non pesantissima.

## Produzione
Charles Spaak, co-sceneggiatore del film, ha dichiarato: «La giustizia è una cosa difficile. Professionisti e dilettanti vi si comportano come se giocassero le loro sentenze a testa o croce. Ecco il soggetto che mi ha proposto André Cayatte... E il film è nato coi suoi 83 personaggi con la stessa misteriosa facilità con cui un melo si copre di frutti».
Il film ha segnato il ritorno sul grande schermo dell'attrice tedesca Dita Parlo dopo dieci anni dall'ultima apparizione in L'Or du Cristobal.

## Distribuzione
Dopo l'anteprima alla Mostra di Venezia, il film è stato distribuito nelle sale francesi a partire dal 20 settembre 1950.

### Date di uscita
- Francia (Justice est faite) – 20 settembre 1950
- Danimarca (De syv der dømte) – 25 agosto 1951
- Portogallo (Fez-se Justiça) – 3 dicembre 1951
- Svezia (Rättvisa har skipats) – 13 marzo 1952
- Spagna (Justicia cumplida) – 1º settembre 1952
- Stati Uniti (Justice Is Done) – 2 marzo 1953
- Giappone (裁きは終りぬ) – 23 agosto 1954
- Finlandia (Oikeus on tapahtunut) – 30 dicembre 1955

## Critica
Lo scrittore e critico Ennio Flaiano definì il film «tra i film più interessanti dell'attuale produzione francese», insieme a Dio ha bisogno degli uomini di Jean Delannoy. «In tutti e due si avverte uno sforzo insolito», scrisse Flaiano, «quello di mantenere la funzione del cinema su un piano intelligente e al livello dei tempi che viviamo: cioè intonato ai dubbi personali e alle angosce collettive di questi tempi».
Lo storico del cinema Georges Sadoul lo trovò «meglio riuscito dal punto di vista della sceneggiatura che della regia: André Bazin parlò in proposito della "cibernetica di André Cayatte", regista avvocatesco, tronfio e tuonante nella sua meccanica».

## Riconoscimenti
- 1950 – Mostra internazionale d'arte cinematografica di Venezia
Leone d'oro a André Cayatte
- 1951 – Festival internazionale del cinema di Berlino
Orso d'oro (film polizieschi o d'avventura) a André Cayatte
- 1953 – New York Film Critics Circle Awards
Miglior film in lingua straniera
- 1953 – Cinema Writers Circle Awards
Miglior film straniero